# Athos da Silveira Ramos
Athos da Silveira Ramos (Porto Alegre, 25 de agosto de 1906 – Rio de Janeiro, 13 de janeiro de 2002) foi um engenheiro químico, pesquisador e professor universitário brasileiro. É reconhecido como uma das figuras centrais no desenvolvimento da química e da pós-graduação científica no Brasil. 
Comendador da Ordem de Rio Branco e membro titular da Academia Brasileira de Ciências, Athos foi figura central no desenvolvimento da química no Brasil, especialmente na Universidade Federal do Rio de Janeiro (UFRJ). Foi membro fundador da Escola Nacional de Química e do Instituto de Química da Universidade Federal do Rio de Janeiro, além de ter ocupado cargos de liderança como diretor e presidente dessas instituições. Foi o primeiro diretor do Instituto de Química em 1959.
Foi dirigente do CNPq de 1962 a 1964, membro e presidente da Academia Brasileira de Educação e professor catedrático e livre-docente da Universidade Federal do Rio de Janeiro (UFRJ).

## Biografia
Gaúcho de Porto Alegre, nascido em 1906, era formado em Química Industrial pela Universidade do Brasil. Athos iniciou sua carreira docente na Escola Nacional de Química da Universidade do Brasil (atual UFRJ) em 1939, tornando-se professor catedrático. Em 1959, liderou a criação do Instituto de Química da UFRJ, consolidando 39 cátedras de química dispersas por nove escolas da universidade em uma única unidade voltada à pesquisa e ao ensino de pós-graduação. Foi o primeiro diretor-presidente do instituto e, posteriormente, nomeado presidente de honra em 1983.
Athos também teve papel fundamental na criação dos cursos de pós-graduação na UFRJ, sendo o primeiro presidente do Conselho de Pesquisas da Universidade do Brasil em 1957.
Além de sua atuação na UFRJ, Athos foi vice-presidente (1957–1960) e presidente (1962–1964) do CNPq, onde também presidiu a Comissão Nacional de Atividades Espaciais em 1963. Foi signatário da primeira proposta de criação do Ministério da Ciência e Tecnologia. Entre 1973 e 1976, exerceu o cargo de decano do Centro de Filosofia e Ciências Humanas da UFRJ. Athos também foi professor catedrático da Pontifícia Universidade Católica do Rio de Janeiro (PUC-Rio) entre 1941 e 1961, recebendo o título de Professor Benemérito em 1957. Atuou como conferencista na Escola Superior de Guerra e na Fundação Getúlio Vargas, onde foi vice-diretor do Instituto de Estudos Avançados em Educação.
Athos foi membro titular da Academia Brasileira de Ciências e da Academia Brasileira de Educação, presidindo esta última entre 1992 e 1994. Recebeu diversas condecorações, incluindo a Ordem do Mérito Educativo (1968), a Ordem do Mérito Aeronáutico (1969) e a comenda da Ordem de Rio Branco (1972).

## Morte
Athos morreu em 13 de janeiro de 2002, na cidade do Rio de Janeiro, aos 95 anos.

## Homenagem
Em sua homenagem, o Instituto de Química da UFRJ criou o Museu da Química Professor Athos da Silveira Ramos em 2001, dedicado à preservação da história da química no Brasil. Além disso, a instituição concede anualmente a Medalha Athos da Silveira Ramos a docentes que se destacam em atividades de pós-graduação e pesquisa.